# Pozdrowienie błogosławionej Maryi Dziewicy
Pozdrowienie błogosławionej Maryi Dziewicy (łac. Salutatio Beatae Mariae Virginis) − trzynastowieczna modlitwa-hymn do Matki Bożej, której autorstwo przypisywane jest św. Franciszkowi z Asyżu.

## Autorstwo
Autentyczność uznawana jest przez większość badaczy źródeł franciszkańskich. Nie zawiera jej jednak Asysyki kodeks 338 i wszystkie kodeksy od niego się wywodzące. Jako autora tekstu wymieniają Biedaczynę Liber de conformitate Bartłomieja z Pizy z 2 poł. XIV w. oraz kodeks Can. Misc. 525 z Bodlein Library w Oksfordzie również z 2 poł. XIV w. Pozdrowienie zawiera dwadzieścia kodeksów stanowiących zbiory dziełek świętego. Znane są tłumaczenia z XVI w. na języki: włoski, dolnoniemiecki, hiszpański i portugalski. W kodeksach Pozdrowienie błogosławionej Maryi Dziewicy poprzedza zawsze Pozdrowienie cnót także przypisywane św. Franciszkowi. Hymn opiewa Boże Macierzyństwo Maryi, nazywając ją m.in.: pałacem, przybytkiem, domem i szatą. Autor używa znanego terminu «Virgo ecclesia facta» (łac. Dziewica uczyniona Kościołem), którego wcześniej użył tylko Pseudo-Hildebertus w Homilii na Wniebowzięcie (PL 171, 609).

## Tekst i tłumaczenie
- Tekst łaciński[4]:

1Ave Domina, sancta Regina,

sancta Dei genetrix Maria,
quae es virgo Ecclesia facta

2et electa a sanctissimo Patre de caelo,

quam consecravit

cum sanctissimo dilecto Filio suo

et Spiritu Sancto Paraclito,

3in qua fuit et est omnis plenitudo

gratiae et omne bonum.
4Ave palatium eius;

ave tabernaculum eius;

ave domus eius.

5Ave vestimentum eius;

ave ancilla eius;

ave Mater eius
6et vos omnes sanctae virtutes,

quae per gratiam et illuminationem

Spiritus sancti infundimini in corda fidelium,

ut de infidelibus fideles Deo faciatis.
- Tłumaczenie polskie[a]:

1Bądź pozdrowiona, Pani, święta Królowo,

święta Matko Boga, Maryjo,
która jesteś Dziewicą uczynioną Kościołem

2i wybraną przez Najświętszego Ojca Niebieskiego,

który Cię uświęcił,

wraz z najświętszym Synem Twoim umiłowanym

i Duchem Świętym Pocieszycielem.

3Ty, w której była i jest pełnia łaski

i wszystko dobro.
4Zdrowaś, pałacu Jego,

Zdrowaś, przybytku Jego,

Zdrowaś, domu jego.

5Zdrowaś, szato Jego,

Zdrowaś, służebnico Jego,

Zdrowaś, Matko Jego.
6I wy wszystkie święte cnoty,

które z łaski i oświecenia

Ducha Świętego, rozlewane jesteście w sercach wiernych,

by z niewiernych uczynić ich wiernymi Bogu.